# Wolfsheim
Wolfsheim fou una banda de synthpop formada el 1987 a Hamburg, Alemanya. Els integrants que varen formar el grup foren Markus Reinhardt i Pompejo Ricciardi. El nom de la banda no es va inspirar en la ciutat del mateix nom situada a Renània-Palatinat, sinó en un personatge de ficció del llibre d'en Francis Scott Fitzgerald "El Gran Gatsby".

## Discografia
| - Ken Manage (1988) - Any But Pretty (1989) - No Happy View (1992) Strange Ways Records - Popkiller (1993) Strange Ways Records - 55578 (1995) Strange Ways Records - Dreaming Apes (1996) Strange Ways Records - Hamburg Rom Wolfsheim (1997) Strange Ways Records - Spectators (1999) Strange Ways Records - Casting Shadows (2003) Strange Ways Records - Kompendium (2002), Strange Ways Records | - "The Sparrows and The Nightingales" (1991) Strange Ways Records - "It's Not Too Late (Don't Sorrow)" (1992) Strange Ways Records - "Thunderheart" (1992) Strange Ways Records - "Now I Fall" (1993) Strange Ways Records - "Elias" (1994) Strange Ways Records - "Closer Still" (1995) Strange Ways Records - "A New Starsystem Has Been Explored" (1996) Strange Ways Records - "Once in a Lifetime" (1998) Strange Ways Records - "It's Hurting for the First Time" (1998) Strange Ways Records - "Künstliche Welten" (1999) Strange Ways Records - "Sleep Somehow" (1999) Strange Ways Records (vinil) - "Kein Zurück" (2003) Strange Ways Records - "Find You're Gone" (2003) Strange Ways Records - "Blind 2004" (2004) Strange Ways Records |